# Romolo Catasta
Romolo Catasta, né le 26 mars 1923 à Vienne en Autriche, est un rameur italien. Il participe aux Jeux olympiques d'été de 1948 en concourant dans l'épreuve du skiff remporte la médaille de bronze.

## Palmarès

### Jeux olympiques
- Jeux olympiques de 1948 à Londres,  Royaume-Uni
  -  Médaille de bronze.